# Ma che hit
Ma che hit è un singolo della rapper e cantautrice italiana BigMama, pubblicato il 24 febbraio 2023.

## Descrizione
Il brano, scritto dalla stessa cantautrice, è prodotto da Damiano Ramberti, in arte Damiank.

## Tracce
Testi di Marianna Mammone, musiche di Damiano Ramberti.
1. Ma che hit – 2:18